# Polen runt 2024
Polen runt 2024 var den 81:a upplagan av det polska etapploppet Polen runt. Cykelloppets sju etapper kördes mellan den 12 och 18 augusti 2024 med start i Wrocław och målgång i Kraków. Loppet var en del av UCI World Tour 2024 och vanns av danske Jonas Vingegaard från cykelstallet Team Visma–Lease a Bike.

## Deltagande lag
| WorldTeams (18)- Alpecin-Deceuninck - Arkéa-B&B Hotels - Astana Qazaqstan Team - Bahrain Victorious - Cofidis - Decathlon-AG2R La Mondiale - EF Education-EasyPost - Groupama-FDJ - Ineos Grenadiers - Intermarché-Wanty - Lidl-Trek - Movistar Team - Red Bull-Bora-Hansgrohe - Soudal Quick-Step - Team dsm-firmenich PostNL - Team Jayco AlUla - Team Visma \| Lease a Bike - UAE Team Emirates ProTeams (3)- Israel-Premier Tech - Q36.5 Pro Cycling Team - Tudor Pro Cycling Team Landslag- Polen |
| |

## Etapper
| Etapp | Datum  | Start – mål                     | type        | Distans (km) | Etappvinnare | Totalledare      |
| ----- | ------ | ------------------------------- | ----------- | ------------ | ------------ | ---------------- |
| 1     | 12 aug | Wrocław – Karpacz               |             | 159,3        | Thibau Nys   | Thibau Nys       |
| 2     | 13 aug | Mysłakowice kommun – Karpacz    | Tempoetapp  | 15,4         | Tim Wellens  | Jonas Vingegaard |
| 3     | 14 aug | Wałbrzych – Duszniki-Zdrój      |             | 156,5        | Thibau Nys   | Jonas Vingegaard |
| 4     | 15 aug | Kudowa-Zdrój – Prudnik          | Flack etapp | 195,3        | Olav Kooij   | Jonas Vingegaard |
| 5     | 16 aug | Katowice – Katowice             | Flack etapp | 187,6        | Tim Merlier  | Jonas Vingegaard |
| 6     | 17 aug | Wadowice – Bukowina Tatrzańska  |             | 183,2        | Thibau Nys   | Jonas Vingegaard |
| 7     | 18 aug | Saltgruvan i Wieliczka – Kraków | Flack etapp | 142,1        | Olav Kooij   | Jonas Vingegaard |

### 1:a etappen
| Wrocław - Karpacz |  | (159,3 km) |

| \| Placeringar i etappen \| Placeringar i etappen \| Placeringar i etappen \| Placeringar i etappen \| Placeringar i etappen \| \| Cyklist \| Cyklist \| Lag \| Tid \| \| \| --------------------- \| --------------------- \| -------------------------- \| --------------------- \| --------------------- \| \| 1. \| Thibau Nys \| Lidl-Trek \| 3t 37' 13" \| \| \| 2. \| Wilco Kelderman \| Team Visma \\| Lease a Bike \| + 3" \| \| \| 3. \| Lukas Nerurkar \| EF Education-EasyPost \| + 3" \| \| \| 4. \| Jonas Vingegaard \| Team Visma \\| Lease a Bike \| + 6" \| \| \| 5. \| Matej Mohorič \| Bahrain Victorious \| + 6" \| \| \| 6. \| Diego Ulissi \| UAE Team Emirates \| + 6" \| \| \| 7. \| Romain Grégoire \| Groupama-FDJ \| + 6" \| \| \| 8. \| Jakob Fuglsang \| Israel-Premier Tech \| + 6" \| \| \| 9. \| Rafał Majka \| UAE Team Emirates \| + 9" \| \| \| 10. \| Nicola Conci \| Alpecin-Deceuninck \| + 9" \| \| |                  |                            |            |
| |                  |                            |            |
| |                  |                            |            |
| Placeringar i etappen |                  |                            |            |
| Cyklist | Cyklist          | Lag                        | Tid        |
| 1. | Thibau Nys       | Lidl-Trek                  | 3t 37' 13" |
| 2. | Wilco Kelderman  | Team Visma \| Lease a Bike | + 3"       |
| 3. | Lukas Nerurkar   | EF Education-EasyPost      | + 3"       |
| 4. | Jonas Vingegaard | Team Visma \| Lease a Bike | + 6"       |
| 5. | Matej Mohorič    | Bahrain Victorious         | + 6"       |
| 6. | Diego Ulissi     | UAE Team Emirates          | + 6"       |
| 7. | Romain Grégoire  | Groupama-FDJ               | + 6"       |
| 8. | Jakob Fuglsang   | Israel-Premier Tech        | + 6"       |
| 9. | Rafał Majka      | UAE Team Emirates          | + 9"       |
| 10. | Nicola Conci     | Alpecin-Deceuninck         | + 9"       |

| \| Totaltävlingen \| Totaltävlingen \| Totaltävlingen \| Totaltävlingen \| Totaltävlingen \| \| Cyklist \| Cyklist \| Lag \| Tid \| \| \| -------------- \| ---------------- \| -------------------------- \| -------------- \| -------------- \| \| 1. \| Thibau Nys \| Lidl-Trek \| 3t 37' 03" \| \| \| 2. \| Wilco Kelderman \| Team Visma \\| Lease a Bike \| + 7" \| \| \| 3. \| Lukas Nerurkar \| EF Education-EasyPost \| + 9" \| \| \| 4. \| Jonas Vingegaard \| Team Visma \\| Lease a Bike \| + 16" \| \| \| 5. \| Matej Mohorič \| Bahrain Victorious \| + 16" \| \| \| 6. \| Diego Ulissi \| UAE Team Emirates \| + 16" \| \| \| 7. \| Romain Grégoire \| Groupama-FDJ \| + 16" \| \| \| 8. \| Jakob Fuglsang \| Israel-Premier Tech \| + 16" \| \| \| 9. \| Rafał Majka \| UAE Team Emirates \| + 19" \| \| \| 10. \| Nicola Conci \| Alpecin-Deceuninck \| + 19" \| \| |                  |                            |            |
| |                  |                            |            |
| |                  |                            |            |
| Totaltävlingen |                  |                            |            |
| Cyklist | Cyklist          | Lag                        | Tid        |
| 1. | Thibau Nys       | Lidl-Trek                  | 3t 37' 03" |
| 2. | Wilco Kelderman  | Team Visma \| Lease a Bike | + 7"       |
| 3. | Lukas Nerurkar   | EF Education-EasyPost      | + 9"       |
| 4. | Jonas Vingegaard | Team Visma \| Lease a Bike | + 16"      |
| 5. | Matej Mohorič    | Bahrain Victorious         | + 16"      |
| 6. | Diego Ulissi     | UAE Team Emirates          | + 16"      |
| 7. | Romain Grégoire  | Groupama-FDJ               | + 16"      |
| 8. | Jakob Fuglsang   | Israel-Premier Tech        | + 16"      |
| 9. | Rafał Majka      | UAE Team Emirates          | + 19"      |
| 10. | Nicola Conci     | Alpecin-Deceuninck         | + 19"      |

### 2:a etappen
| Mysłakowice kommun - Karpacz | Tempoetapp | (15,4 km) |

| \| Placeringar i etappen \| Placeringar i etappen \| Placeringar i etappen \| Placeringar i etappen \| Placeringar i etappen \| \| Cyklist \| Cyklist \| Lag \| Tid \| \| \| --------------------- \| --------------------- \| -------------------------- \| --------------------- \| --------------------- \| \| 1. \| Tim Wellens \| UAE Team Emirates \| 23' 59" \| \| \| 2. \| Jonas Vingegaard \| Team Visma \\| Lease a Bike \| + 9" \| \| \| 3. \| Felix Großschartner \| UAE Team Emirates \| + 15" \| \| \| 4. \| Oscar Onley \| Team dsm-firmenich PostNL \| + 15" \| \| \| 5. \| Maximilian Schachmann \| Red Bull-Bora-Hansgrohe \| + 21" \| \| \| 6. \| Diego Ulissi \| UAE Team Emirates \| + 34" \| \| \| 7. \| Magnus Sheffield \| Ineos Grenadiers \| + 39" \| \| \| 8. \| Raúl García Pierna \| Arkéa-B&B Hotels \| + 40" \| \| \| 9. \| Jan Christen \| UAE Team Emirates \| + 41" \| \| \| 10. \| Romain Grégoire \| Groupama-FDJ \| + 42" \| \| |                       |                            |         |
| |                       |                            |         |
| |                       |                            |         |
| Placeringar i etappen |                       |                            |         |
| Cyklist | Cyklist               | Lag                        | Tid     |
| 1. | Tim Wellens           | UAE Team Emirates          | 23' 59" |
| 2. | Jonas Vingegaard      | Team Visma \| Lease a Bike | + 9"    |
| 3. | Felix Großschartner   | UAE Team Emirates          | + 15"   |
| 4. | Oscar Onley           | Team dsm-firmenich PostNL  | + 15"   |
| 5. | Maximilian Schachmann | Red Bull-Bora-Hansgrohe    | + 21"   |
| 6. | Diego Ulissi          | UAE Team Emirates          | + 34"   |
| 7. | Magnus Sheffield      | Ineos Grenadiers           | + 39"   |
| 8. | Raúl García Pierna    | Arkéa-B&B Hotels           | + 40"   |
| 9. | Jan Christen          | UAE Team Emirates          | + 41"   |
| 10. | Romain Grégoire       | Groupama-FDJ               | + 42"   |

| \| Totaltävlingen \| Totaltävlingen \| Totaltävlingen \| Totaltävlingen \| Totaltävlingen \| \| Cyklist \| Cyklist \| Lag \| Tid \| \| \| -------------- \| --------------------- \| -------------------------- \| -------------- \| -------------- \| \| 1. \| Jonas Vingegaard \| Team Visma \\| Lease a Bike \| 4t 01' 27" \| \| \| 2. \| Wilco Kelderman \| Team Visma \\| Lease a Bike \| + 24" \| \| \| 3. \| Diego Ulissi \| UAE Team Emirates \| + 25" \| \| \| 4. \| Romain Grégoire \| Groupama-FDJ \| + 33" \| \| \| 5. \| Magnus Sheffield \| Ineos Grenadiers \| + 37" \| \| \| 6. \| Edoardo Zambanini \| Bahrain Victorious \| + 45" \| \| \| 7. \| Yannis Voisard \| Tudor Pro Cycling Team \| + 49" \| \| \| 8. \| Matej Mohorič \| Bahrain Victorious \| + 49" \| \| \| 9. \| Mikkel Frølich Honoré \| EF Education-EasyPost \| + 49" \| \| \| 10. \| Felix Großschartner \| UAE Team Emirates \| + 50" \| \| |                       |                            |            |
| |                       |                            |            |
| |                       |                            |            |
| Totaltävlingen |                       |                            |            |
| Cyklist | Cyklist               | Lag                        | Tid        |
| 1. | Jonas Vingegaard      | Team Visma \| Lease a Bike | 4t 01' 27" |
| 2. | Wilco Kelderman       | Team Visma \| Lease a Bike | + 24"      |
| 3. | Diego Ulissi          | UAE Team Emirates          | + 25"      |
| 4. | Romain Grégoire       | Groupama-FDJ               | + 33"      |
| 5. | Magnus Sheffield      | Ineos Grenadiers           | + 37"      |
| 6. | Edoardo Zambanini     | Bahrain Victorious         | + 45"      |
| 7. | Yannis Voisard        | Tudor Pro Cycling Team     | + 49"      |
| 8. | Matej Mohorič         | Bahrain Victorious         | + 49"      |
| 9. | Mikkel Frølich Honoré | EF Education-EasyPost      | + 49"      |
| 10. | Felix Großschartner   | UAE Team Emirates          | + 50"      |

### 3:e etappen
| Wałbrzych - Duszniki-Zdrój |  | (156,5 km) |

| \| Placeringar i etappen \| Placeringar i etappen \| Placeringar i etappen \| Placeringar i etappen \| Placeringar i etappen \| \| Cyklist \| Cyklist \| Lag \| Tid \| \| \| --------------------- \| ---------------------- \| -------------------------- \| --------------------- \| --------------------- \| \| 1. \| Thibau Nys \| Lidl-Trek \| 4t 03' 21" \| \| \| 2. \| Diego Ulissi \| UAE Team Emirates \| + 0" \| \| \| 3. \| Wilco Kelderman \| Team Visma \\| Lease a Bike \| + 0" \| \| \| 4. \| Archie Ryan \| EF Education-EasyPost \| + 0" \| \| \| 5. \| Magnus Sheffield \| Ineos Grenadiers \| + 0" \| \| \| 6. \| Edoardo Zambanini \| Bahrain Victorious \| + 0" \| \| \| 7. \| Romain Grégoire \| Groupama-FDJ \| + 0" \| \| \| 8. \| Matej Mohorič \| Bahrain Victorious \| + 0" \| \| \| 9. \| Jonas Vingegaard \| Team Visma \\| Lease a Bike \| + 0" \| \| \| 10. \| Aurélien Paret-Peintre \| Decathlon-AG2R La Mondiale \| + 0" \| \| |                        |                            |            |
| |                        |                            |            |
| |                        |                            |            |
| Placeringar i etappen |                        |                            |            |
| Cyklist | Cyklist                | Lag                        | Tid        |
| 1. | Thibau Nys             | Lidl-Trek                  | 4t 03' 21" |
| 2. | Diego Ulissi           | UAE Team Emirates          | + 0"       |
| 3. | Wilco Kelderman        | Team Visma \| Lease a Bike | + 0"       |
| 4. | Archie Ryan            | EF Education-EasyPost      | + 0"       |
| 5. | Magnus Sheffield       | Ineos Grenadiers           | + 0"       |
| 6. | Edoardo Zambanini      | Bahrain Victorious         | + 0"       |
| 7. | Romain Grégoire        | Groupama-FDJ               | + 0"       |
| 8. | Matej Mohorič          | Bahrain Victorious         | + 0"       |
| 9. | Jonas Vingegaard       | Team Visma \| Lease a Bike | + 0"       |
| 10. | Aurélien Paret-Peintre | Decathlon-AG2R La Mondiale | + 0"       |

| \| Totaltävlingen \| Totaltävlingen \| Totaltävlingen \| Totaltävlingen \| Totaltävlingen \| \| Cyklist \| Cyklist \| Lag \| Tid \| \| \| -------------- \| --------------------- \| -------------------------- \| -------------- \| -------------- \| \| 1. \| Jonas Vingegaard \| Team Visma \\| Lease a Bike \| 8t 04' 48" \| \| \| 2. \| Diego Ulissi \| UAE Team Emirates \| + 19" \| \| \| 3. \| Wilco Kelderman \| Team Visma \\| Lease a Bike \| + 20" \| \| \| 4. \| Romain Grégoire \| Groupama-FDJ \| + 33" \| \| \| 5. \| Magnus Sheffield \| Ineos Grenadiers \| + 37" \| \| \| 6. \| Edoardo Zambanini \| Bahrain Victorious \| + 45" \| \| \| 7. \| Yannis Voisard \| Tudor Pro Cycling Team \| + 49" \| \| \| 8. \| Matej Mohorič \| Bahrain Victorious \| + 49" \| \| \| 9. \| Mikkel Frølich Honoré \| EF Education-EasyPost \| + 49" \| \| \| 10. \| Felix Großschartner \| UAE Team Emirates \| + 50" \| \| |                       |                            |            |
| |                       |                            |            |
| |                       |                            |            |
| Totaltävlingen |                       |                            |            |
| Cyklist | Cyklist               | Lag                        | Tid        |
| 1. | Jonas Vingegaard      | Team Visma \| Lease a Bike | 8t 04' 48" |
| 2. | Diego Ulissi          | UAE Team Emirates          | + 19"      |
| 3. | Wilco Kelderman       | Team Visma \| Lease a Bike | + 20"      |
| 4. | Romain Grégoire       | Groupama-FDJ               | + 33"      |
| 5. | Magnus Sheffield      | Ineos Grenadiers           | + 37"      |
| 6. | Edoardo Zambanini     | Bahrain Victorious         | + 45"      |
| 7. | Yannis Voisard        | Tudor Pro Cycling Team     | + 49"      |
| 8. | Matej Mohorič         | Bahrain Victorious         | + 49"      |
| 9. | Mikkel Frølich Honoré | EF Education-EasyPost      | + 49"      |
| 10. | Felix Großschartner   | UAE Team Emirates          | + 50"      |

### 4:e etappen
| Kudowa-Zdrój - Prudnik | Flack etapp | (195,3 km) |

| \| Placeringar i etappen \| Placeringar i etappen \| Placeringar i etappen \| Placeringar i etappen \| Placeringar i etappen \| \| Cyklist \| Cyklist \| Lag \| Tid \| \| \| --------------------- \| --------------------- \| -------------------------- \| --------------------- \| --------------------- \| \| 1. \| Olav Kooij \| Team Visma \\| Lease a Bike \| 4t 46' 20" \| \| \| 2. \| Sam Bennett \| Decathlon-AG2R La Mondiale \| + 0" \| \| \| 3. \| Mads Pedersen \| Lidl-Trek \| + 0" \| \| \| 4. \| Jordi Meeus \| Red Bull-Bora-Hansgrohe \| + 0" \| \| \| 5. \| Tim Merlier \| Soudal Quick-Step \| + 0" \| \| \| 6. \| Stanisław Aniołkowski \| Cofidis \| + 0" \| \| \| 7. \| Gerben Thijssen \| Intermarché-Wanty \| + 0" \| \| \| 8. \| Alberto Dainese \| Tudor Pro Cycling Team \| + 0" \| \| \| 9. \| Jensen Plowright \| Alpecin-Deceuninck \| + 0" \| \| \| 10. \| Phil Bauhaus \| Bahrain Victorious \| + 0" \| \| |                       |                            |            |
| |                       |                            |            |
| |                       |                            |            |
| Placeringar i etappen |                       |                            |            |
| Cyklist | Cyklist               | Lag                        | Tid        |
| 1. | Olav Kooij            | Team Visma \| Lease a Bike | 4t 46' 20" |
| 2. | Sam Bennett           | Decathlon-AG2R La Mondiale | + 0"       |
| 3. | Mads Pedersen         | Lidl-Trek                  | + 0"       |
| 4. | Jordi Meeus           | Red Bull-Bora-Hansgrohe    | + 0"       |
| 5. | Tim Merlier           | Soudal Quick-Step          | + 0"       |
| 6. | Stanisław Aniołkowski | Cofidis                    | + 0"       |
| 7. | Gerben Thijssen       | Intermarché-Wanty          | + 0"       |
| 8. | Alberto Dainese       | Tudor Pro Cycling Team     | + 0"       |
| 9. | Jensen Plowright      | Alpecin-Deceuninck         | + 0"       |
| 10. | Phil Bauhaus          | Bahrain Victorious         | + 0"       |

| \| Totaltävlingen \| Totaltävlingen \| Totaltävlingen \| Totaltävlingen \| Totaltävlingen \| \| Cyklist \| Cyklist \| Lag \| Tid \| \| \| -------------- \| --------------------- \| -------------------------- \| -------------- \| -------------- \| \| 1. \| Jonas Vingegaard \| Team Visma \\| Lease a Bike \| 12t 51' 08" \| \| \| 2. \| Diego Ulissi \| UAE Team Emirates \| + 19" \| \| \| 3. \| Wilco Kelderman \| Team Visma \\| Lease a Bike \| + 20" \| \| \| 4. \| Romain Grégoire \| Groupama-FDJ \| + 33" \| \| \| 5. \| Magnus Sheffield \| Ineos Grenadiers \| + 37" \| \| \| 6. \| Matej Mohorič \| Bahrain Victorious \| + 44" \| \| \| 7. \| Edoardo Zambanini \| Bahrain Victorious \| + 44" \| \| \| 8. \| Yannis Voisard \| Tudor Pro Cycling Team \| + 49" \| \| \| 9. \| Mikkel Frølich Honoré \| EF Education-EasyPost \| + 49" \| \| \| 10. \| Felix Großschartner \| UAE Team Emirates \| + 50" \| \| |                       |                            |             |
| |                       |                            |             |
| |                       |                            |             |
| Totaltävlingen |                       |                            |             |
| Cyklist | Cyklist               | Lag                        | Tid         |
| 1. | Jonas Vingegaard      | Team Visma \| Lease a Bike | 12t 51' 08" |
| 2. | Diego Ulissi          | UAE Team Emirates          | + 19"       |
| 3. | Wilco Kelderman       | Team Visma \| Lease a Bike | + 20"       |
| 4. | Romain Grégoire       | Groupama-FDJ               | + 33"       |
| 5. | Magnus Sheffield      | Ineos Grenadiers           | + 37"       |
| 6. | Matej Mohorič         | Bahrain Victorious         | + 44"       |
| 7. | Edoardo Zambanini     | Bahrain Victorious         | + 44"       |
| 8. | Yannis Voisard        | Tudor Pro Cycling Team     | + 49"       |
| 9. | Mikkel Frølich Honoré | EF Education-EasyPost      | + 49"       |
| 10. | Felix Großschartner   | UAE Team Emirates          | + 50"       |

### 5:e etappen
| Katowice - Katowice | Flack etapp | (187,6 km) |

| \| Placeringar i etappen \| Placeringar i etappen \| Placeringar i etappen \| Placeringar i etappen \| Placeringar i etappen \| \| Cyklist \| Cyklist \| Lag \| Tid \| \| \| --------------------- \| --------------------- \| -------------------------- \| --------------------- \| --------------------- \| \| 1. \| Tim Merlier \| Soudal Quick-Step \| 4t 00' 05" \| \| \| 2. \| Jordi Meeus \| Red Bull-Bora-Hansgrohe \| + 0" \| \| \| 3. \| Olav Kooij \| Team Visma \\| Lease a Bike \| + 0" \| \| \| 4. \| Jensen Plowright \| Alpecin-Deceuninck \| + 0" \| \| \| 5. \| Jake Stewart \| Israel-Premier Tech \| + 0" \| \| \| 6. \| Davide Cimolai \| Movistar Team \| + 0" \| \| \| 7. \| Danny van Poppel \| Red Bull-Bora-Hansgrohe \| + 0" \| \| \| 8. \| Stanisław Aniołkowski \| Cofidis \| + 0" \| \| \| 9. \| Andrea Pasqualon \| Bahrain Victorious \| + 0" \| \| \| 10. \| Casper van Uden \| Team dsm-firmenich PostNL \| + 0" \| \| |                       |                            |            |
| |                       |                            |            |
| |                       |                            |            |
| Placeringar i etappen |                       |                            |            |
| Cyklist | Cyklist               | Lag                        | Tid        |
| 1. | Tim Merlier           | Soudal Quick-Step          | 4t 00' 05" |
| 2. | Jordi Meeus           | Red Bull-Bora-Hansgrohe    | + 0"       |
| 3. | Olav Kooij            | Team Visma \| Lease a Bike | + 0"       |
| 4. | Jensen Plowright      | Alpecin-Deceuninck         | + 0"       |
| 5. | Jake Stewart          | Israel-Premier Tech        | + 0"       |
| 6. | Davide Cimolai        | Movistar Team              | + 0"       |
| 7. | Danny van Poppel      | Red Bull-Bora-Hansgrohe    | + 0"       |
| 8. | Stanisław Aniołkowski | Cofidis                    | + 0"       |
| 9. | Andrea Pasqualon      | Bahrain Victorious         | + 0"       |
| 10. | Casper van Uden       | Team dsm-firmenich PostNL  | + 0"       |

| \| Totaltävlingen \| Totaltävlingen \| Totaltävlingen \| Totaltävlingen \| Totaltävlingen \| \| Cyklist \| Cyklist \| Lag \| Tid \| \| \| -------------- \| --------------------- \| -------------------------- \| -------------- \| -------------- \| \| 1. \| Jonas Vingegaard \| Team Visma \\| Lease a Bike \| 16t 58' 08" \| \| \| 2. \| Diego Ulissi \| UAE Team Emirates \| + 19" \| \| \| 3. \| Wilco Kelderman \| Team Visma \\| Lease a Bike \| + 20" \| \| \| 4. \| Romain Grégoire \| Groupama-FDJ \| + 33" \| \| \| 5. \| Magnus Sheffield \| Ineos Grenadiers \| + 37" \| \| \| 6. \| Matej Mohorič \| Bahrain Victorious \| + 44" \| \| \| 7. \| Edoardo Zambanini \| Bahrain Victorious \| + 44" \| \| \| 8. \| Yannis Voisard \| Tudor Pro Cycling Team \| + 49" \| \| \| 9. \| Mikkel Frølich Honoré \| EF Education-EasyPost \| + 49" \| \| \| 10. \| Felix Großschartner \| UAE Team Emirates \| + 50" \| \| |                       |                            |             |
| |                       |                            |             |
| |                       |                            |             |
| Totaltävlingen |                       |                            |             |
| Cyklist | Cyklist               | Lag                        | Tid         |
| 1. | Jonas Vingegaard      | Team Visma \| Lease a Bike | 16t 58' 08" |
| 2. | Diego Ulissi          | UAE Team Emirates          | + 19"       |
| 3. | Wilco Kelderman       | Team Visma \| Lease a Bike | + 20"       |
| 4. | Romain Grégoire       | Groupama-FDJ               | + 33"       |
| 5. | Magnus Sheffield      | Ineos Grenadiers           | + 37"       |
| 6. | Matej Mohorič         | Bahrain Victorious         | + 44"       |
| 7. | Edoardo Zambanini     | Bahrain Victorious         | + 44"       |
| 8. | Yannis Voisard        | Tudor Pro Cycling Team     | + 49"       |
| 9. | Mikkel Frølich Honoré | EF Education-EasyPost      | + 49"       |
| 10. | Felix Großschartner   | UAE Team Emirates          | + 50"       |

### 6:e etappen
| Wadowice - Bukowina Tatrzańska |  | (183,2 km) |

| \| Placeringar i etappen \| Placeringar i etappen \| Placeringar i etappen \| Placeringar i etappen \| Placeringar i etappen \| \| Cyklist \| Cyklist \| Lag \| Tid \| \| \| --------------------- \| ---------------------- \| -------------------------- \| --------------------- \| --------------------- \| \| 1. \| Thibau Nys \| Lidl-Trek \| 4t 26' 06" \| \| \| 2. \| Diego Ulissi \| UAE Team Emirates \| + 0" \| \| \| 3. \| Oscar Onley \| Team dsm-firmenich PostNL \| + 0" \| \| \| 4. \| Jonas Vingegaard \| Team Visma \\| Lease a Bike \| + 0" \| \| \| 5. \| Wilco Kelderman \| Team Visma \\| Lease a Bike \| + 0" \| \| \| 6. \| Andrea Bagioli \| Lidl-Trek \| + 0" \| \| \| 7. \| Aurélien Paret-Peintre \| Decathlon-AG2R La Mondiale \| + 0" \| \| \| 8. \| Edoardo Zambanini \| Bahrain Victorious \| + 0" \| \| \| 9. \| Matej Mohorič \| Bahrain Victorious \| + 0" \| \| \| 10. \| Frederik Wandahl \| Red Bull-Bora-Hansgrohe \| + 0" \| \| |                        |                            |            |
| |                        |                            |            |
| |                        |                            |            |
| Placeringar i etappen |                        |                            |            |
| Cyklist | Cyklist                | Lag                        | Tid        |
| 1. | Thibau Nys             | Lidl-Trek                  | 4t 26' 06" |
| 2. | Diego Ulissi           | UAE Team Emirates          | + 0"       |
| 3. | Oscar Onley            | Team dsm-firmenich PostNL  | + 0"       |
| 4. | Jonas Vingegaard       | Team Visma \| Lease a Bike | + 0"       |
| 5. | Wilco Kelderman        | Team Visma \| Lease a Bike | + 0"       |
| 6. | Andrea Bagioli         | Lidl-Trek                  | + 0"       |
| 7. | Aurélien Paret-Peintre | Decathlon-AG2R La Mondiale | + 0"       |
| 8. | Edoardo Zambanini      | Bahrain Victorious         | + 0"       |
| 9. | Matej Mohorič          | Bahrain Victorious         | + 0"       |
| 10. | Frederik Wandahl       | Red Bull-Bora-Hansgrohe    | + 0"       |

| \| Totaltävlingen \| Totaltävlingen \| Totaltävlingen \| Totaltävlingen \| Totaltävlingen \| \| Cyklist \| Cyklist \| Lag \| Tid \| \| \| -------------- \| --------------------- \| -------------------------- \| -------------- \| -------------- \| \| 1. \| Jonas Vingegaard \| Team Visma \\| Lease a Bike \| 21t 22' 14" \| \| \| 2. \| Diego Ulissi \| UAE Team Emirates \| + 13" \| \| \| 3. \| Wilco Kelderman \| Team Visma \\| Lease a Bike \| + 20" \| \| \| 4. \| Romain Grégoire \| Groupama-FDJ \| + 33" \| \| \| 5. \| Magnus Sheffield \| Ineos Grenadiers \| + 37" \| \| \| 6. \| Matej Mohorič \| Bahrain Victorious \| + 44" \| \| \| 7. \| Edoardo Zambanini \| Bahrain Victorious \| + 44" \| \| \| 8. \| Yannis Voisard \| Tudor Pro Cycling Team \| + 49" \| \| \| 9. \| Mikkel Frølich Honoré \| EF Education-EasyPost \| + 49" \| \| \| 10. \| Oscar Onley \| Team dsm-firmenich PostNL \| + 53" \| \| |                       |                            |             |
| |                       |                            |             |
| |                       |                            |             |
| Totaltävlingen |                       |                            |             |
| Cyklist | Cyklist               | Lag                        | Tid         |
| 1. | Jonas Vingegaard      | Team Visma \| Lease a Bike | 21t 22' 14" |
| 2. | Diego Ulissi          | UAE Team Emirates          | + 13"       |
| 3. | Wilco Kelderman       | Team Visma \| Lease a Bike | + 20"       |
| 4. | Romain Grégoire       | Groupama-FDJ               | + 33"       |
| 5. | Magnus Sheffield      | Ineos Grenadiers           | + 37"       |
| 6. | Matej Mohorič         | Bahrain Victorious         | + 44"       |
| 7. | Edoardo Zambanini     | Bahrain Victorious         | + 44"       |
| 8. | Yannis Voisard        | Tudor Pro Cycling Team     | + 49"       |
| 9. | Mikkel Frølich Honoré | EF Education-EasyPost      | + 49"       |
| 10. | Oscar Onley           | Team dsm-firmenich PostNL  | + 53"       |

### 7:e etappen
| Saltgruvan i Wieliczka - Kraków | Flack etapp | (142,1 km) |

| \| Placeringar i etappen \| Placeringar i etappen \| Placeringar i etappen \| Placeringar i etappen \| Placeringar i etappen \| \| Cyklist \| Cyklist \| Lag \| Tid \| \| \| --------------------- \| --------------------- \| -------------------------- \| --------------------- \| --------------------- \| \| 1. \| Olav Kooij \| Team Visma \\| Lease a Bike \| 3t 04' 08" \| \| \| 2. \| Tim Merlier \| Soudal Quick-Step \| + 0" \| \| \| 3. \| Gerben Thijssen \| Intermarché-Wanty \| + 0" \| \| \| 4. \| Casper van Uden \| Team dsm-firmenich PostNL \| + 0" \| \| \| 5. \| Jensen Plowright \| Alpecin-Deceuninck \| + 0" \| \| \| 6. \| Jordi Meeus \| Red Bull-Bora-Hansgrohe \| + 0" \| \| \| 7. \| Elmar Reinders \| Team Jayco AlUla \| + 0" \| \| \| 8. \| Oliver Naesen \| Decathlon-AG2R La Mondiale \| + 0" \| \| \| 9. \| Ben Swift \| Ineos Grenadiers \| + 0" \| \| \| 10. \| Edward Theuns \| Lidl-Trek \| + 0" \| \| |                  |                            |            |
| |                  |                            |            |
| |                  |                            |            |
| Placeringar i etappen |                  |                            |            |
| Cyklist | Cyklist          | Lag                        | Tid        |
| 1. | Olav Kooij       | Team Visma \| Lease a Bike | 3t 04' 08" |
| 2. | Tim Merlier      | Soudal Quick-Step          | + 0"       |
| 3. | Gerben Thijssen  | Intermarché-Wanty          | + 0"       |
| 4. | Casper van Uden  | Team dsm-firmenich PostNL  | + 0"       |
| 5. | Jensen Plowright | Alpecin-Deceuninck         | + 0"       |
| 6. | Jordi Meeus      | Red Bull-Bora-Hansgrohe    | + 0"       |
| 7. | Elmar Reinders   | Team Jayco AlUla           | + 0"       |
| 8. | Oliver Naesen    | Decathlon-AG2R La Mondiale | + 0"       |
| 9. | Ben Swift        | Ineos Grenadiers           | + 0"       |
| 10. | Edward Theuns    | Lidl-Trek                  | + 0"       |

## Resultat

### Sammanlagt
| \| Totaltävlingen \| Totaltävlingen \| Totaltävlingen \| Totaltävlingen \| Totaltävlingen \| \| Cyklist \| Cyklist \| Lag \| Tid \| \| \| -------------- \| --------------------- \| -------------------------- \| -------------- \| -------------- \| \| 1. \| Jonas Vingegaard \| Team Visma \\| Lease a Bike \| 24t 26' 22" \| \| \| 2. \| Diego Ulissi \| UAE Team Emirates \| + 13" \| \| \| 3. \| Wilco Kelderman \| Team Visma \\| Lease a Bike \| + 20" \| \| \| 4. \| Romain Grégoire \| Groupama-FDJ \| + 33" \| \| \| 5. \| Magnus Sheffield \| Ineos Grenadiers \| + 37" \| \| \| 6. \| Matej Mohorič \| Bahrain Victorious \| + 44" \| \| \| 7. \| Edoardo Zambanini \| Bahrain Victorious \| + 44" \| \| \| 8. \| Yannis Voisard \| Tudor Pro Cycling Team \| + 49" \| \| \| 9. \| Mikkel Frølich Honoré \| EF Education-EasyPost \| + 49" \| \| \| 10. \| Oscar Onley \| Team dsm-firmenich PostNL \| + 53" \| \| |                       |                            |             |
| |                       |                            |             |
| Källa: ProCyclingStats |                       |                            |             |
| Totaltävlingen |                       |                            |             |
| Cyklist | Cyklist               | Lag                        | Tid         |
| 1. | Jonas Vingegaard      | Team Visma \| Lease a Bike | 24t 26' 22" |
| 2. | Diego Ulissi          | UAE Team Emirates          | + 13"       |
| 3. | Wilco Kelderman       | Team Visma \| Lease a Bike | + 20"       |
| 4. | Romain Grégoire       | Groupama-FDJ               | + 33"       |
| 5. | Magnus Sheffield      | Ineos Grenadiers           | + 37"       |
| 6. | Matej Mohorič         | Bahrain Victorious         | + 44"       |
| 7. | Edoardo Zambanini     | Bahrain Victorious         | + 44"       |
| 8. | Yannis Voisard        | Tudor Pro Cycling Team     | + 49"       |
| 9. | Mikkel Frølich Honoré | EF Education-EasyPost      | + 49"       |
| 10. | Oscar Onley           | Team dsm-firmenich PostNL  | + 53"       |

### Övriga tävlingar
| Sprinttävlingen | Sprinttävlingen  | Sprinttävlingen            | Sprinttävlingen | Sprinttävlingen |
| Cyklist         | Cyklist          | Lag                        | Poäng           |                 |
| --------------- | ---------------- | -------------------------- | --------------- | --------------- |
| 1.              | Diego Ulissi     | UAE Team Emirates          | 68 poäng        |                 |
| 2.              | Jonas Vingegaard | Team Visma \| Lease a Bike | 65 poäng        |                 |
| 3.              | Wilco Kelderman  | Team Visma \| Lease a Bike | 64 poäng        |                 |
| 4.              | Thibau Nys       | Lidl-Trek                  | 60 poäng        |                 |
| 5.              | Olav Kooij       | Team Visma \| Lease a Bike | 58 poäng        |                 |
| 6.              | Tim Merlier      | Soudal Quick-Step          | 55 poäng        |                 |
| 7.              | Jordi Meeus      | Red Bull-Bora-Hansgrohe    | 51 poäng        |                 |
| 8.              | Romain Grégoire  | Groupama-FDJ               | 49 poäng        |                 |
| 9.              | Magnus Sheffield | Ineos Grenadiers           | 48 poäng        |                 |
| 10.             | Matej Mohorič    | Bahrain Victorious         | 46 poäng        |                 |

| Sprinttävlingen | Sprinttävlingen  | Sprinttävlingen            | Sprinttävlingen | Sprinttävlingen |
| Cyklist         | Cyklist          | Lag                        | Poäng           |                 |
| --------------- | ---------------- | -------------------------- | --------------- | --------------- |
| 1.              | Diego Ulissi     | UAE Team Emirates          | 68 poäng        |                 |
| 2.              | Jonas Vingegaard | Team Visma \| Lease a Bike | 65 poäng        |                 |
| 3.              | Wilco Kelderman  | Team Visma \| Lease a Bike | 64 poäng        |                 |
| 4.              | Thibau Nys       | Lidl-Trek                  | 60 poäng        |                 |
| 5.              | Olav Kooij       | Team Visma \| Lease a Bike | 58 poäng        |                 |
| 6.              | Tim Merlier      | Soudal Quick-Step          | 55 poäng        |                 |
| 7.              | Jordi Meeus      | Red Bull-Bora-Hansgrohe    | 51 poäng        |                 |
| 8.              | Romain Grégoire  | Groupama-FDJ               | 49 poäng        |                 |
| 9.              | Magnus Sheffield | Ineos Grenadiers           | 48 poäng        |                 |
| 10.             | Matej Mohorič    | Bahrain Victorious         | 46 poäng        |                 |

| Bergstävlingen | Bergstävlingen      | Bergstävlingen             | Bergstävlingen | Bergstävlingen |
| Cyklist        | Cyklist             | Lag                        | Poäng          |                |
| -------------- | ------------------- | -------------------------- | -------------- | -------------- |
| 1.             | Michał Paluta       | Polen                      | 33 poäng       |                |
| 2.             | Silvan Dillier      | Alpecin-Deceuninck         | 17 poäng       |                |
| 3.             | Jan Maas            | Team Jayco AlUla           | 17 poäng       |                |
| 4.             | Davide Formolo      | Movistar Team              | 15 poäng       |                |
| 5.             | Archie Ryan         | EF Education-EasyPost      | 13 poäng       |                |
| 6.             | Samuele Battistella | Astana Qazaqstan Team      | 12 poäng       |                |
| 7.             | Wilco Kelderman     | Team Visma \| Lease a Bike | 7 poäng        |                |
| 8.             | Jonas Vingegaard    | Team Visma \| Lease a Bike | 5 poäng        |                |
| 9.             | Johan Jacobs        | Movistar Team              | 3 poäng        |                |
| 10.            | Oscar Onley         | Team dsm-firmenich PostNL  | 3 poäng        |                |

| Bergstävlingen | Bergstävlingen      | Bergstävlingen             | Bergstävlingen | Bergstävlingen |
| Cyklist        | Cyklist             | Lag                        | Poäng          |                |
| -------------- | ------------------- | -------------------------- | -------------- | -------------- |
| 1.             | Michał Paluta       | Polen                      | 33 poäng       |                |
| 2.             | Silvan Dillier      | Alpecin-Deceuninck         | 17 poäng       |                |
| 3.             | Jan Maas            | Team Jayco AlUla           | 17 poäng       |                |
| 4.             | Davide Formolo      | Movistar Team              | 15 poäng       |                |
| 5.             | Archie Ryan         | EF Education-EasyPost      | 13 poäng       |                |
| 6.             | Samuele Battistella | Astana Qazaqstan Team      | 12 poäng       |                |
| 7.             | Wilco Kelderman     | Team Visma \| Lease a Bike | 7 poäng        |                |
| 8.             | Jonas Vingegaard    | Team Visma \| Lease a Bike | 5 poäng        |                |
| 9.             | Johan Jacobs        | Movistar Team              | 3 poäng        |                |
| 10.            | Oscar Onley         | Team dsm-firmenich PostNL  | 3 poäng        |                |

| Mest offensiva cyklisten | Mest offensiva cyklisten | Mest offensiva cyklisten   | Mest offensiva cyklisten | Mest offensiva cyklisten |
| Cyklist                  | Cyklist                  | Lag                        | Poäng                    |                          |
| ------------------------ | ------------------------ | -------------------------- | ------------------------ | ------------------------ |
| 1.                       | Norbert Banaszek         | Polen                      | 11 poäng                 |                          |
| 2.                       | Kacper Gieryk            | Polen                      | 6 poäng                  |                          |
| 3.                       | Matej Mohorič            | Bahrain Victorious         | 5 poäng                  |                          |
| 4.                       | Jan Maas                 | Team Jayco AlUla           | 4 poäng                  |                          |
| 5.                       | Davide Formolo           | Movistar Team              | 3 poäng                  |                          |
| 6.                       | Marcin Budziński         | Polen                      | 3 poäng                  |                          |
| 7.                       | Mick van Dijke           | Team Visma \| Lease a Bike | 3 poäng                  |                          |
| 8.                       | Johan Jacobs             | Movistar Team              | 3 poäng                  |                          |
| 9.                       | Michał Paluta            | Polen                      | 3 poäng                  |                          |
| 10.                      | Archie Ryan              | EF Education-EasyPost      | 2 poäng                  |                          |

| Mest offensiva cyklisten | Mest offensiva cyklisten | Mest offensiva cyklisten   | Mest offensiva cyklisten | Mest offensiva cyklisten |
| Cyklist                  | Cyklist                  | Lag                        | Poäng                    |                          |
| ------------------------ | ------------------------ | -------------------------- | ------------------------ | ------------------------ |
| 1.                       | Norbert Banaszek         | Polen                      | 11 poäng                 |                          |
| 2.                       | Kacper Gieryk            | Polen                      | 6 poäng                  |                          |
| 3.                       | Matej Mohorič            | Bahrain Victorious         | 5 poäng                  |                          |
| 4.                       | Jan Maas                 | Team Jayco AlUla           | 4 poäng                  |                          |
| 5.                       | Davide Formolo           | Movistar Team              | 3 poäng                  |                          |
| 6.                       | Marcin Budziński         | Polen                      | 3 poäng                  |                          |
| 7.                       | Mick van Dijke           | Team Visma \| Lease a Bike | 3 poäng                  |                          |
| 8.                       | Johan Jacobs             | Movistar Team              | 3 poäng                  |                          |
| 9.                       | Michał Paluta            | Polen                      | 3 poäng                  |                          |
| 10.                      | Archie Ryan              | EF Education-EasyPost      | 2 poäng                  |                          |

| Lagtävlingen | Lagtävlingen               | Lagtävlingen | Lagtävlingen |
| Lag          | Lag                        | Tid          |              |
| ------------ | -------------------------- | ------------ | ------------ |
| 1.           | UAE Team Emirates          | 73t 20' 28"  |              |
| 2.           | Bahrain Victorious         | + 5' 05"     |              |
| 3.           | EF Education-EasyPost      | + 7' 40"     |              |
| 4.           | Team Visma \| Lease a Bike | + 14' 34"    |              |
| 5.           | Q36.5 Pro Cycling Team     | + 15' 28"    |              |
| 6.           | Movistar Team              | + 17' 22"    |              |
| 7.           | Israel-Premier Tech        | + 17' 34"    |              |
| 8.           | Tudor Pro Cycling Team     | + 18' 40"    |              |
| 9.           | Cofidis                    | + 20' 08"    |              |
| 10.          | Decathlon-AG2R La Mondiale | + 20' 35"    |              |

| Lagtävlingen | Lagtävlingen               | Lagtävlingen | Lagtävlingen |
| Lag          | Lag                        | Tid          |              |
| ------------ | -------------------------- | ------------ | ------------ |
| 1.           | UAE Team Emirates          | 73t 20' 28"  |              |
| 2.           | Bahrain Victorious         | + 5' 05"     |              |
| 3.           | EF Education-EasyPost      | + 7' 40"     |              |
| 4.           | Team Visma \| Lease a Bike | + 14' 34"    |              |
| 5.           | Q36.5 Pro Cycling Team     | + 15' 28"    |              |
| 6.           | Movistar Team              | + 17' 22"    |              |
| 7.           | Israel-Premier Tech        | + 17' 34"    |              |
| 8.           | Tudor Pro Cycling Team     | + 18' 40"    |              |
| 9.           | Cofidis                    | + 20' 08"    |              |
| 10.          | Decathlon-AG2R La Mondiale | + 20' 35"    |              |

## Startlista
| Bahrain Victorious TBV | Bahrain Victorious TBV  | Bahrain Victorious TBV |
| ---------------------- | ----------------------- | ---------------------- |
| #                      | Cyklist                 | Placering              |
| 1                      | Matej Mohorič (SLO)     | 6.                     |
| 2                      | Peio Bilbao (ESP)       | 35.                    |
| 3                      | Phil Bauhaus (GER)      | 125.                   |
| 4                      | Andrea Pasqualon (ITA)  | 81.                    |
| 5                      | Łukasz Wiśniowski (POL) | 98.                    |
| 6                      | Fred Wright (GBR)       | 29.                    |
| 7                      | Edoardo Zambanini (ITA) | 7.                     |

| Alpecin-Deceuninck ADC | Alpecin-Deceuninck ADC | Alpecin-Deceuninck ADC |
| ---------------------- | ---------------------- | ---------------------- |
| #                      | Cyklist                | Placering              |
| 11                     | Silvan Dillier (SUI)   | 51.                    |
| 12                     | Timo Kielich (BEL)     | 101.                   |
| 13                     | Senne Leysen (BEL)     | 87.                    |
| 14                     | Lars Boven (NED)       | DNF-3                  |
| 15                     | Nicola Conci (ITA)     | DNF-4                  |
| 16                     | Jensen Plowright (AUS) | 83.                    |
| 17                     | Ramon Sinkeldam (NED)  | 113.                   |

| Arkéa-B&B Hotels ARK | Arkéa-B&B Hotels ARK     | Arkéa-B&B Hotels ARK |
| -------------------- | ------------------------ | -------------------- |
| #                    | Cyklist                  | Placering            |
| 21                   | David Dekker (NED)       | 105.                 |
| 22                   | Raúl García Pierna (ESP) | 11.                  |
| 23                   | Donavan Grondin (FRA)    | 103.                 |
| 24                   | Alan Riou (FRA)          | 110.                 |
| 25                   | Miles Scotson (AUS)      | DNF-4                |
| 26                   | Florian Sénéchal (FRA)   | 78.                  |
| 27                   | Alessandro Verre (ITA)   | 16.                  |

| Astana Qazaqstan Team AST | Astana Qazaqstan Team AST                      | Astana Qazaqstan Team AST |
| ------------------------- | ---------------------------------------------- | ------------------------- |
| #                         | Cyklist                                        | Placering                 |
| 31                        | Davide Ballerini (ITA)                         | DNF-3                     |
| 32                        | Samuele Battistella (ITA)                      | 48.                       |
| 33                        | Dmitriy Gruzdev (KAZ) (landsväg och tempolopp) | 123.                      |
| 34                        | Henok Mulubrhan (ERI) (landsväg)               | 67.                       |
| 35                        | Christian Scaroni (ITA)                        | DNF-5                     |
| 36                        | Anton Kuzmin (KAZ)                             | 59.                       |
| 37                        | Michele Gazzoli (ITA)                          | DNF-3                     |

| Cofidis COF | Cofidis COF                 | Cofidis COF |
| ----------- | --------------------------- | ----------- |
| #           | Cyklist                     | Placering   |
| 41          | Stanisław Aniołkowski (POL) | 94.         |
| 42          | Nicolas Debeaumarché (FRA)  | DNF-3       |
| 43          | Aimé De Gendt (BEL)         | 42.         |
| 44          | Ben Hermans (BEL)           | 14.         |
| 45          | Alexis Renard (FRA)         | 106.        |
| 46          | Ludovic Robeet (BEL)        | 79.         |
| 47          | Harrison Wood (GBR)         | 32.         |

| Decathlon-AG2R La Mondiale DAT | Decathlon-AG2R La Mondiale DAT | Decathlon-AG2R La Mondiale DAT |
| ------------------------------ | ------------------------------ | ------------------------------ |
| #                              | Cyklist                        | Placering                      |
| 51                             | Aurélien Paret-Peintre (FRA)   | 13.                            |
| 52                             | Sam Bennett (IRL)              | DNF-7                          |
| 53                             | Edvald Boasson Hagen (NOR)     | 89.                            |
| 54                             | Stan Dewulf (BEL)              | 22.                            |
| 55                             | Pierre Gautherat (FRA)         | DNF-4                          |
| 56                             | Oliver Naesen (BEL)            | 66.                            |
| 57                             | Damien Touzé (FRA)             | 50.                            |

| EF Education-EasyPost EFE | EF Education-EasyPost EFE   | EF Education-EasyPost EFE |
| ------------------------- | --------------------------- | ------------------------- |
| #                         | Cyklist                     | Placering                 |
| 61                        | Mikkel Frølich Honoré (DEN) | 9.                        |
| 62                        | Lukas Nerurkar (GBR)        | 36.                       |
| 63                        | Jack Rootkin-Gray (GBR)     | 108.                      |
| 64                        | Jonas Rutsch (GER)          | 58.                       |
| 65                        | Archie Ryan (IRL)           | 27.                       |
| 66                        | Yuhi Todome (JPN)           | DNF-3                     |
| 67                        | Michael Valgren (DEN)       | 57.                       |

| Groupama-FDJ GFC | Groupama-FDJ GFC      | Groupama-FDJ GFC |
| ---------------- | --------------------- | ---------------- |
| #                | Cyklist               | Placering        |
| 71               | Lewis Askey (GBR)     | DNF-5            |
| 72               | Clément Davy (FRA)    | 71.              |
| 73               | Romain Grégoire (FRA) | 4.               |
| 74               | Fabian Lienhard (SUI) | 88.              |
| 75               | Laurence Pithie (NZL) | 92.              |
| 76               | Clément Russo (FRA)   | 84.              |
| 77               | Samuel Watson (GBR)   | 65.              |

| Ineos Grenadiers IGD | Ineos Grenadiers IGD   | Ineos Grenadiers IGD |
| -------------------- | ---------------------- | -------------------- |
| #                    | Cyklist                | Placering            |
| 81                   | Tobias Foss (NOR)      | 39.                  |
| 82                   | Salvatore Puccio (ITA) | 69.                  |
| 83                   | Magnus Sheffield (USA) | 5.                   |
| 84                   | Ben Swift (GBR)        | 70.                  |
| 85                   | Connor Swift (GBR)     | 63.                  |
| 86                   | Ben Turner (GBR)       | DNS-5                |
| 87                   | Cameron Wurf (AUS)     | 95.                  |

| Intermarché-Wanty IWA | Intermarché-Wanty IWA                | Intermarché-Wanty IWA |
| --------------------- | ------------------------------------ | --------------------- |
| #                     | Cyklist                              | Placering             |
| 91                    | Francesco Busatto (ITA)              | 23.                   |
| 92                    | Rune Herregodts (BEL)                | DNF-3                 |
| 93                    | Adrien Petit (FRA)                   | 119.                  |
| 94                    | Dion Smith (NZL)                     | 49.                   |
| 95                    | Gerben Thijssen (BEL)                | 120.                  |
| 96                    | Gijs Van Hoecke (BEL)                | 107.                  |
| 97                    | Roel Daan van Sintmaartensdijk (NED) | 75.                   |

| Lidl-Trek LTK | Lidl-Trek LTK                               | Lidl-Trek LTK |
| ------------- | ------------------------------------------- | ------------- |
| #             | Cyklist                                     | Placering     |
| 101           | Andrea Bagioli (ITA)                        | 34.           |
| 102           | Ryan Gibbons (RSA) (landsväg och tempolopp) | DNF-3         |
| 103           | Alex Kirsch (LUX)                           | 100.          |
| 104           | Thibau Nys (BEL)                            | 31.           |
| 105           | Mads Pedersen (DEN)                         | DNF-6         |
| 106           | Edward Theuns (BEL)                         | 76.           |
| 107           | Tim Declercq (BEL)                          | 74.           |

| Movistar Team MOV | Movistar Team MOV     | Movistar Team MOV |
| ----------------- | --------------------- | ----------------- |
| #                 | Cyklist               | Placering         |
| 111               | William Barta (USA)   | 12.               |
| 112               | Rémi Cavagna (FRA)    | 56.               |
| 113               | Davide Cimolai (ITA)  | 118.              |
| 114               | Davide Formolo (ITA)  | 37.               |
| 115               | Johan Jacobs (SUI)    | 52.               |
| 116               | Lorenzo Milesi (ITA)  | DNS-4             |
| 117               | Gonzalo Serrano (ESP) | 40.               |

| Red Bull-Bora-Hansgrohe RBH | Red Bull-Bora-Hansgrohe RBH      | Red Bull-Bora-Hansgrohe RBH |
| --------------------------- | -------------------------------- | --------------------------- |
| #                           | Cyklist                          | Placering                   |
| 121                         | Cesare Benedetti (POL)           | 86.                         |
| 122                         | Jordi Meeus (BEL)                | 121.                        |
| 123                         | Ryan Mullen (IRL)                | 96.                         |
| 124                         | Maximilian Schachmann (GER)      | DNS-4                       |
| 125                         | Frederik Wandahl (DEN)           | 30.                         |
| 126                         | Filip Maciejuk (POL) (tempolopp) | 68.                         |
| 127                         | Danny van Poppel (NED)           | 117.                        |

| Soudal Quick-Step SOQ | Soudal Quick-Step SOQ    | Soudal Quick-Step SOQ |
| --------------------- | ------------------------ | --------------------- |
| #                     | Cyklist                  | Placering             |
| 131                   | Ayco Bastiaens (BEL)     | 115.                  |
| 132                   | Paul Magnier (FRA)       | 46.                   |
| 133                   | Tim Merlier (BEL)        | 112.                  |
| 134                   | Pepijn Reinderink (NED)  | 54.                   |
| 135                   | Martin Svrček (SVK)      | 45.                   |
| 136                   | Bert Van Lerberghe (BEL) | 111.                  |
| 137                   | Warre Vangheluwe (BEL)   | DNF-6                 |

| Team dsm-firmenich PostNL DFP | Team dsm-firmenich PostNL DFP | Team dsm-firmenich PostNL DFP |
| ----------------------------- | ----------------------------- | ----------------------------- |
| #                             | Cyklist                       | Placering                     |
| 141                           | Romain Bardet (FRA)           | 38.                           |
| 142                           | Romain Combaud (FRA)          | 62.                           |
| 144                           | Patrick Eddy (AUS)            | 90.                           |
| 145                           | Niklas Märkl (GER)            | 102.                          |
| 146                           | Oscar Onley (GBR)             | 10.                           |
| 147                           | Casper van Uden (NED)         | 82.                           |
| 148                           | Bram Welten (NED)             | 93.                           |

| Team Jayco AlUla JAY | Team Jayco AlUla JAY        | Team Jayco AlUla JAY |
| -------------------- | --------------------------- | -------------------- |
| #                    | Cyklist                     | Placering            |
| 151                  | Caleb Ewan (AUS)            | DNF-7                |
| 152                  | Elmar Reinders (NED)        | 80.                  |
| 153                  | Amund Grøndahl Jansen (NOR) | DNF-7                |
| 154                  | Jan Maas (NED)              | 47.                  |
| 155                  | Jesús David Peña (COL)      | 24.                  |
| 156                  | Blake Quick (AUS)           | 126.                 |
| 157                  | Lucas Hamilton (AUS)        | DNF-7                |

| Team Visma \| Lease a Bike TVL | Team Visma \| Lease a Bike TVL | Team Visma \| Lease a Bike TVL |
| ------------------------------ | ------------------------------ | ------------------------------ |
| #                              | Cyklist                        | Placering                      |
| 161                            | Jonas Vingegaard (DEN)         | 1.                             |
| 162                            | Wilco Kelderman (NED)          | 3.                             |
| 163                            | Per Strand Hagenes (NOR)       | 73.                            |
| 164                            | Olav Kooij (NED)               | 99.                            |
| 165                            | Koen Bouwman (NED)             | 61.                            |
| 166                            | Tosh Van der Sande (BEL)       | 124.                           |
| 167                            | Mick van Dijke (NED)           | 53.                            |

| UAE Team Emirates UAD | UAE Team Emirates UAD         | UAE Team Emirates UAD |
| --------------------- | ----------------------------- | --------------------- |
| #                     | Cyklist                       | Placering             |
| 171                   | Jan Christen (SUI)            | 15.                   |
| 172                   | Felix Großschartner (AUT)     | 17.                   |
| 173                   | Vegard Stake Laengen (NOR)    | DNS-3                 |
| 174                   | Rafał Majka (POL)             | 18.                   |
| 175                   | Juan Sebastián Molano (COL)   | DNS-2                 |
| 176                   | Diego Ulissi (ITA)            | 2.                    |
| 177                   | Tim Wellens (BEL) (tempolopp) | 25.                   |

| Israel-Premier Tech IPT | Israel-Premier Tech IPT   | Israel-Premier Tech IPT |
| ----------------------- | ------------------------- | ----------------------- |
| #                       | Cyklist                   | Placering               |
| 181                     | Pascal Ackermann (GER)    | DNF-7                   |
| 182                     | Guillaume Boivin (CAN)    | 72.                     |
| 183                     | Jakob Fuglsang (DEN)      | 21.                     |
| 184                     | Hugo Houle (CAN)          | 19.                     |
| 185                     | Krists Neilands (LAT)     | 43.                     |
| 186                     | Michael Schwarzmann (GER) | 109.                    |
| 187                     | Jake Stewart (GBR)        | 55.                     |

| Q36.5 Pro Cycling Team Q36 | Q36.5 Pro Cycling Team Q36 | Q36.5 Pro Cycling Team Q36 |
| -------------------------- | -------------------------- | -------------------------- |
| #                          | Cyklist                    | Placering                  |
| 191                        | Xabier Azparren (ESP)      | DNF-7                      |
| 192                        | Mark Donovan (GBR)         | 20.                        |
| 193                        | Gianluca Brambilla (ITA)   | DNS-5                      |
| 194                        | Joey Rosskopf (USA)        | 64.                        |
| 195                        | Szymon Sajnok (POL)        | DNS-5                      |
| 196                        | Carl Fredrik Hagen (NOR)   | 26.                        |
| 197                        | Negasi Abreha (ETH)        | 60.                        |

| Tudor Pro Cycling Team TUD | Tudor Pro Cycling Team TUD | Tudor Pro Cycling Team TUD |
| -------------------------- | -------------------------- | -------------------------- |
| #                          | Cyklist                    | Placering                  |
| 201                        | Alberto Dainese (ITA)      | 91.                        |
| 202                        | Robin Froidevaux (SUI)     | 122.                       |
| 203                        | Petr Kelemen (CZE)         | 85.                        |
| 204                        | Rick Pluimers (NED)        | 41.                        |
| 205                        | Roland Thalmann (SUI)      | 77.                        |
| 206                        | Yannis Voisard (SUI)       | 8.                         |
| 207                        | Luc Wirtgen (LUX)          | 33.                        |

| Polen POL | Polen POL         | Polen POL |
| --------- | ----------------- | --------- |
| #         | Cyklist           | Placering |
| 211       | Marcin Budziński  | 44.       |
| 212       | Michał Paluta     | 97.       |
| 213       | Norbert Banaszek  | 114.      |
| 214       | Piotr Pękala      | 28.       |
| 215       | Radosław Frątczak | 127.      |
| 216       | Mateusz Kostański | 104.      |
| 217       | Kacper Gieryk     | 116.      |

| Bahrain Victorious TBV | Bahrain Victorious TBV  | Bahrain Victorious TBV |
| ---------------------- | ----------------------- | ---------------------- |
| #                      | Cyklist                 | Placering              |
| 1                      | Matej Mohorič (SLO)     | 6.                     |
| 2                      | Peio Bilbao (ESP)       | 35.                    |
| 3                      | Phil Bauhaus (GER)      | 125.                   |
| 4                      | Andrea Pasqualon (ITA)  | 81.                    |
| 5                      | Łukasz Wiśniowski (POL) | 98.                    |
| 6                      | Fred Wright (GBR)       | 29.                    |
| 7                      | Edoardo Zambanini (ITA) | 7.                     |

| Alpecin-Deceuninck ADC | Alpecin-Deceuninck ADC | Alpecin-Deceuninck ADC |
| ---------------------- | ---------------------- | ---------------------- |
| #                      | Cyklist                | Placering              |
| 11                     | Silvan Dillier (SUI)   | 51.                    |
| 12                     | Timo Kielich (BEL)     | 101.                   |
| 13                     | Senne Leysen (BEL)     | 87.                    |
| 14                     | Lars Boven (NED)       | DNF-3                  |
| 15                     | Nicola Conci (ITA)     | DNF-4                  |
| 16                     | Jensen Plowright (AUS) | 83.                    |
| 17                     | Ramon Sinkeldam (NED)  | 113.                   |

| Arkéa-B&B Hotels ARK | Arkéa-B&B Hotels ARK     | Arkéa-B&B Hotels ARK |
| -------------------- | ------------------------ | -------------------- |
| #                    | Cyklist                  | Placering            |
| 21                   | David Dekker (NED)       | 105.                 |
| 22                   | Raúl García Pierna (ESP) | 11.                  |
| 23                   | Donavan Grondin (FRA)    | 103.                 |
| 24                   | Alan Riou (FRA)          | 110.                 |
| 25                   | Miles Scotson (AUS)      | DNF-4                |
| 26                   | Florian Sénéchal (FRA)   | 78.                  |
| 27                   | Alessandro Verre (ITA)   | 16.                  |

| Astana Qazaqstan Team AST | Astana Qazaqstan Team AST                      | Astana Qazaqstan Team AST |
| ------------------------- | ---------------------------------------------- | ------------------------- |
| #                         | Cyklist                                        | Placering                 |
| 31                        | Davide Ballerini (ITA)                         | DNF-3                     |
| 32                        | Samuele Battistella (ITA)                      | 48.                       |
| 33                        | Dmitriy Gruzdev (KAZ) (landsväg och tempolopp) | 123.                      |
| 34                        | Henok Mulubrhan (ERI) (landsväg)               | 67.                       |
| 35                        | Christian Scaroni (ITA)                        | DNF-5                     |
| 36                        | Anton Kuzmin (KAZ)                             | 59.                       |
| 37                        | Michele Gazzoli (ITA)                          | DNF-3                     |

| Cofidis COF | Cofidis COF                 | Cofidis COF |
| ----------- | --------------------------- | ----------- |
| #           | Cyklist                     | Placering   |
| 41          | Stanisław Aniołkowski (POL) | 94.         |
| 42          | Nicolas Debeaumarché (FRA)  | DNF-3       |
| 43          | Aimé De Gendt (BEL)         | 42.         |
| 44          | Ben Hermans (BEL)           | 14.         |
| 45          | Alexis Renard (FRA)         | 106.        |
| 46          | Ludovic Robeet (BEL)        | 79.         |
| 47          | Harrison Wood (GBR)         | 32.         |

| Decathlon-AG2R La Mondiale DAT | Decathlon-AG2R La Mondiale DAT | Decathlon-AG2R La Mondiale DAT |
| ------------------------------ | ------------------------------ | ------------------------------ |
| #                              | Cyklist                        | Placering                      |
| 51                             | Aurélien Paret-Peintre (FRA)   | 13.                            |
| 52                             | Sam Bennett (IRL)              | DNF-7                          |
| 53                             | Edvald Boasson Hagen (NOR)     | 89.                            |
| 54                             | Stan Dewulf (BEL)              | 22.                            |
| 55                             | Pierre Gautherat (FRA)         | DNF-4                          |
| 56                             | Oliver Naesen (BEL)            | 66.                            |
| 57                             | Damien Touzé (FRA)             | 50.                            |

| EF Education-EasyPost EFE | EF Education-EasyPost EFE   | EF Education-EasyPost EFE |
| ------------------------- | --------------------------- | ------------------------- |
| #                         | Cyklist                     | Placering                 |
| 61                        | Mikkel Frølich Honoré (DEN) | 9.                        |
| 62                        | Lukas Nerurkar (GBR)        | 36.                       |
| 63                        | Jack Rootkin-Gray (GBR)     | 108.                      |
| 64                        | Jonas Rutsch (GER)          | 58.                       |
| 65                        | Archie Ryan (IRL)           | 27.                       |
| 66                        | Yuhi Todome (JPN)           | DNF-3                     |
| 67                        | Michael Valgren (DEN)       | 57.                       |

| Groupama-FDJ GFC | Groupama-FDJ GFC      | Groupama-FDJ GFC |
| ---------------- | --------------------- | ---------------- |
| #                | Cyklist               | Placering        |
| 71               | Lewis Askey (GBR)     | DNF-5            |
| 72               | Clément Davy (FRA)    | 71.              |
| 73               | Romain Grégoire (FRA) | 4.               |
| 74               | Fabian Lienhard (SUI) | 88.              |
| 75               | Laurence Pithie (NZL) | 92.              |
| 76               | Clément Russo (FRA)   | 84.              |
| 77               | Samuel Watson (GBR)   | 65.              |

| Ineos Grenadiers IGD | Ineos Grenadiers IGD   | Ineos Grenadiers IGD |
| -------------------- | ---------------------- | -------------------- |
| #                    | Cyklist                | Placering            |
| 81                   | Tobias Foss (NOR)      | 39.                  |
| 82                   | Salvatore Puccio (ITA) | 69.                  |
| 83                   | Magnus Sheffield (USA) | 5.                   |
| 84                   | Ben Swift (GBR)        | 70.                  |
| 85                   | Connor Swift (GBR)     | 63.                  |
| 86                   | Ben Turner (GBR)       | DNS-5                |
| 87                   | Cameron Wurf (AUS)     | 95.                  |

| Intermarché-Wanty IWA | Intermarché-Wanty IWA                | Intermarché-Wanty IWA |
| --------------------- | ------------------------------------ | --------------------- |
| #                     | Cyklist                              | Placering             |
| 91                    | Francesco Busatto (ITA)              | 23.                   |
| 92                    | Rune Herregodts (BEL)                | DNF-3                 |
| 93                    | Adrien Petit (FRA)                   | 119.                  |
| 94                    | Dion Smith (NZL)                     | 49.                   |
| 95                    | Gerben Thijssen (BEL)                | 120.                  |
| 96                    | Gijs Van Hoecke (BEL)                | 107.                  |
| 97                    | Roel Daan van Sintmaartensdijk (NED) | 75.                   |

| Lidl-Trek LTK | Lidl-Trek LTK                               | Lidl-Trek LTK |
| ------------- | ------------------------------------------- | ------------- |
| #             | Cyklist                                     | Placering     |
| 101           | Andrea Bagioli (ITA)                        | 34.           |
| 102           | Ryan Gibbons (RSA) (landsväg och tempolopp) | DNF-3         |
| 103           | Alex Kirsch (LUX)                           | 100.          |
| 104           | Thibau Nys (BEL)                            | 31.           |
| 105           | Mads Pedersen (DEN)                         | DNF-6         |
| 106           | Edward Theuns (BEL)                         | 76.           |
| 107           | Tim Declercq (BEL)                          | 74.           |

| Movistar Team MOV | Movistar Team MOV     | Movistar Team MOV |
| ----------------- | --------------------- | ----------------- |
| #                 | Cyklist               | Placering         |
| 111               | William Barta (USA)   | 12.               |
| 112               | Rémi Cavagna (FRA)    | 56.               |
| 113               | Davide Cimolai (ITA)  | 118.              |
| 114               | Davide Formolo (ITA)  | 37.               |
| 115               | Johan Jacobs (SUI)    | 52.               |
| 116               | Lorenzo Milesi (ITA)  | DNS-4             |
| 117               | Gonzalo Serrano (ESP) | 40.               |

| Red Bull-Bora-Hansgrohe RBH | Red Bull-Bora-Hansgrohe RBH      | Red Bull-Bora-Hansgrohe RBH |
| --------------------------- | -------------------------------- | --------------------------- |
| #                           | Cyklist                          | Placering                   |
| 121                         | Cesare Benedetti (POL)           | 86.                         |
| 122                         | Jordi Meeus (BEL)                | 121.                        |
| 123                         | Ryan Mullen (IRL)                | 96.                         |
| 124                         | Maximilian Schachmann (GER)      | DNS-4                       |
| 125                         | Frederik Wandahl (DEN)           | 30.                         |
| 126                         | Filip Maciejuk (POL) (tempolopp) | 68.                         |
| 127                         | Danny van Poppel (NED)           | 117.                        |

| Soudal Quick-Step SOQ | Soudal Quick-Step SOQ    | Soudal Quick-Step SOQ |
| --------------------- | ------------------------ | --------------------- |
| #                     | Cyklist                  | Placering             |
| 131                   | Ayco Bastiaens (BEL)     | 115.                  |
| 132                   | Paul Magnier (FRA)       | 46.                   |
| 133                   | Tim Merlier (BEL)        | 112.                  |
| 134                   | Pepijn Reinderink (NED)  | 54.                   |
| 135                   | Martin Svrček (SVK)      | 45.                   |
| 136                   | Bert Van Lerberghe (BEL) | 111.                  |
| 137                   | Warre Vangheluwe (BEL)   | DNF-6                 |

| Team dsm-firmenich PostNL DFP | Team dsm-firmenich PostNL DFP | Team dsm-firmenich PostNL DFP |
| ----------------------------- | ----------------------------- | ----------------------------- |
| #                             | Cyklist                       | Placering                     |
| 141                           | Romain Bardet (FRA)           | 38.                           |
| 142                           | Romain Combaud (FRA)          | 62.                           |
| 144                           | Patrick Eddy (AUS)            | 90.                           |
| 145                           | Niklas Märkl (GER)            | 102.                          |
| 146                           | Oscar Onley (GBR)             | 10.                           |
| 147                           | Casper van Uden (NED)         | 82.                           |
| 148                           | Bram Welten (NED)             | 93.                           |

| Team Jayco AlUla JAY | Team Jayco AlUla JAY        | Team Jayco AlUla JAY |
| -------------------- | --------------------------- | -------------------- |
| #                    | Cyklist                     | Placering            |
| 151                  | Caleb Ewan (AUS)            | DNF-7                |
| 152                  | Elmar Reinders (NED)        | 80.                  |
| 153                  | Amund Grøndahl Jansen (NOR) | DNF-7                |
| 154                  | Jan Maas (NED)              | 47.                  |
| 155                  | Jesús David Peña (COL)      | 24.                  |
| 156                  | Blake Quick (AUS)           | 126.                 |
| 157                  | Lucas Hamilton (AUS)        | DNF-7                |

| Team Visma \| Lease a Bike TVL | Team Visma \| Lease a Bike TVL | Team Visma \| Lease a Bike TVL |
| ------------------------------ | ------------------------------ | ------------------------------ |
| #                              | Cyklist                        | Placering                      |
| 161                            | Jonas Vingegaard (DEN)         | 1.                             |
| 162                            | Wilco Kelderman (NED)          | 3.                             |
| 163                            | Per Strand Hagenes (NOR)       | 73.                            |
| 164                            | Olav Kooij (NED)               | 99.                            |
| 165                            | Koen Bouwman (NED)             | 61.                            |
| 166                            | Tosh Van der Sande (BEL)       | 124.                           |
| 167                            | Mick van Dijke (NED)           | 53.                            |

| UAE Team Emirates UAD | UAE Team Emirates UAD         | UAE Team Emirates UAD |
| --------------------- | ----------------------------- | --------------------- |
| #                     | Cyklist                       | Placering             |
| 171                   | Jan Christen (SUI)            | 15.                   |
| 172                   | Felix Großschartner (AUT)     | 17.                   |
| 173                   | Vegard Stake Laengen (NOR)    | DNS-3                 |
| 174                   | Rafał Majka (POL)             | 18.                   |
| 175                   | Juan Sebastián Molano (COL)   | DNS-2                 |
| 176                   | Diego Ulissi (ITA)            | 2.                    |
| 177                   | Tim Wellens (BEL) (tempolopp) | 25.                   |

| Israel-Premier Tech IPT | Israel-Premier Tech IPT   | Israel-Premier Tech IPT |
| ----------------------- | ------------------------- | ----------------------- |
| #                       | Cyklist                   | Placering               |
| 181                     | Pascal Ackermann (GER)    | DNF-7                   |
| 182                     | Guillaume Boivin (CAN)    | 72.                     |
| 183                     | Jakob Fuglsang (DEN)      | 21.                     |
| 184                     | Hugo Houle (CAN)          | 19.                     |
| 185                     | Krists Neilands (LAT)     | 43.                     |
| 186                     | Michael Schwarzmann (GER) | 109.                    |
| 187                     | Jake Stewart (GBR)        | 55.                     |

| Q36.5 Pro Cycling Team Q36 | Q36.5 Pro Cycling Team Q36 | Q36.5 Pro Cycling Team Q36 |
| -------------------------- | -------------------------- | -------------------------- |
| #                          | Cyklist                    | Placering                  |
| 191                        | Xabier Azparren (ESP)      | DNF-7                      |
| 192                        | Mark Donovan (GBR)         | 20.                        |
| 193                        | Gianluca Brambilla (ITA)   | DNS-5                      |
| 194                        | Joey Rosskopf (USA)        | 64.                        |
| 195                        | Szymon Sajnok (POL)        | DNS-5                      |
| 196                        | Carl Fredrik Hagen (NOR)   | 26.                        |
| 197                        | Negasi Abreha (ETH)        | 60.                        |

| Tudor Pro Cycling Team TUD | Tudor Pro Cycling Team TUD | Tudor Pro Cycling Team TUD |
| -------------------------- | -------------------------- | -------------------------- |
| #                          | Cyklist                    | Placering                  |
| 201                        | Alberto Dainese (ITA)      | 91.                        |
| 202                        | Robin Froidevaux (SUI)     | 122.                       |
| 203                        | Petr Kelemen (CZE)         | 85.                        |
| 204                        | Rick Pluimers (NED)        | 41.                        |
| 205                        | Roland Thalmann (SUI)      | 77.                        |
| 206                        | Yannis Voisard (SUI)       | 8.                         |
| 207                        | Luc Wirtgen (LUX)          | 33.                        |

| Polen POL | Polen POL         | Polen POL |
| --------- | ----------------- | --------- |
| #         | Cyklist           | Placering |
| 211       | Marcin Budziński  | 44.       |
| 212       | Michał Paluta     | 97.       |
| 213       | Norbert Banaszek  | 114.      |
| 214       | Piotr Pękala      | 28.       |
| 215       | Radosław Frątczak | 127.      |
| 216       | Mateusz Kostański | 104.      |
| 217       | Kacper Gieryk     | 116.      |

Förklaringar
DNF = Fullföljde inte, OTL = Utanför tidsgränsen, DNS = Startade inte, DSQ = Diskvalificerad